# Camp de concentration de Bogdanovka
Le camp de concentration de Bogdanovka était un camp de concentration construit par les autorités roumaines dans le cadre de la persécution et l'extermination des juifs en Roumanie, situé dans le village ukrainien de Bogdanovka en Transnistrie.
Au cours de l'automne 1941, les massacres d'Odessa perpétrés par forces roumaines de Ion Antonescu, avec l'assentiment des Allemands, donnent lieu à l'extermination des juifs d'Odessa et des villes environnantes de Transnistrie.

## Situation
Trois camps de concentration étaient situés près des villages de Bogdanovka, Domanovka et Acmecetca, eux-mêmes près de la rivière du Boug méridional. On estime le nombre de prisonniers de 48 000 à 54 000 dès la fin de 1941.

## Massacres
En décembre 1941, quelques cas de typhus se déclarent dans le camp à cause des conditions de vie exécrables imposées aux prisonniers. Le conseiller allemand et le chef roumain du district décident d'utiliser ce prétexte pour massacrer tous les détenus.
Le 21 décembre, soldats et gendarmes roumains, police ukrainienne, Volksdeutsche locaux et habitants du village voisin de Golta commencent les assassinats de masse sous le commandement de Kazachievici, chef de la police ukrainienne locale.
De 3 000 à 5 000 Juifs sont brûlés vifs après avoir été enfermés dans une porcherie aspergée de kérosène.
Les autres détenus sont transportés dans un ravin à proximité et fusillés. Les juifs restant sont contraints à creuser un fossé à mains nues dans le froid afin d'y mettre les corps congelés. Plusieurs milliers meurent ensuite de froid.
Une pause dans les exécutions est faite pour Noël mais les meurtres reprennent de nouveau dès le 28 décembre 1941. 
Au 31 décembre, plus de 40 000 juifs ont été tués, ce qui en fait le « Babi Yar roumain », l'un des pires carnages méconnus de la Seconde Guerre mondiale .
Le massacre a repris les 3 et 4 janvier 1942. Au total à Bogdanovka 48 000 détenus ont été tués par balles ou incinérés. Le carnage a ensuite été poursuivi dans deux autres camps, plus petits, du district de Golta, Domanevka et Akmechetka. En fin de compte, un total de plus de 100 000 Juifs ont été liquidés dans cette région – toute la communauté juive du Sud de la Transnistrie.

## Condamnations pour crimes de guerre
Antonescu fut reconnu coupable et exécuté. La plupart des assassins roumains ne furent cependant jamais traduits en justice.
En 1945, après la libération par l'Armée rouge, les responsables du massacre sont les premiers criminels de guerre roumains traduits en justice et condamnés à mort. Les condamnations à mort ont été ensuite commuées en emprisonnement à vie[réf. nécessaire].